# Красниково (Перемышльский район)
Красниково — деревня в Перемышльском районе Калужской области России. Входит в сельское поселение «Деревня Григоровское».

## География
Расположена примерно в 24 километрах на восток от районного центра — села Перемышль. Рядом деревня Акиньшино и село Нелюбовское.

## Население
| 2002 | 2010 |
| ---- | ---- |
| 5    | ↘4   |

## История
В атласе Калужского наместничества, изданного в 1782 году, — Красникова, обозначена на карте и упоминается как деревня Лихвинского уезда

Деревня Красникова с пустошами Андрея Борисова сына Кологривова, на правой стороне речки Палницы, мушная мельница о двух поставах, крестьяне на оброке.— Описания и алфавиты к Калужскому атласу Ч.2.
В 1858 году деревня (вл.) Красникова 2-го стана Лихвинского уезда, при речке Свободи, 9 дворах и 76 жителях, по левую сторону транспортного тракта из Калуги в Одоев.
К 1914 году Красниково — деревня Нелюбовской волости Лихвинского уезда Калужской губернии. В 1913 году население — 202 человека.
В годы Великой Отечественной войны деревня была оккупирована войсками Нацистской Германии с начала октября по 24 декабря 1941 года. Освобождена в ходе Калужской наступательной операции частями 50-й армии генерал-лейтенанта И. В. Болдина.